# 崔仲方
崔仲方（539年—614年9月8日），字不齐，博陵郡安平县（今河北省衡水市安平县）人，出自博陵崔氏的博陵第二房。
崔仲方很小愛讀書，有才幹。曾與楊堅同學。开皇五年十月，崔仲方督率三萬人，於朔方（治岩绿，今陕西横山西北）、灵武之间修筑长城，“东距河，西至绥州，绵历七百里，以遏胡寇”。。大业十年七月二十九日（614年9月8日），崔仲方在东都洛阳教业里私人住宅中去世，虚岁七十六，唐朝贞观十一年岁次丁酉十一月辛已期五日乙酉（637年11月26日）葬于零寿县修仁里临山。

## 家庭

### 十二世祖
- 崔寔，东汉尚书[2]

### 曾祖
- 崔挺，北魏光州刺史、太昌景子[2]

### 祖父
- 崔孝芬，北魏使持节、仪同三司、领吏部尚书、东南道行台仆射、太昌侯[2]

### 父亲
- 崔宣猷，北魏侍中，北周司会、少司徒、安国公，隋朝大将军、汲郡胡公[2]

### 兄弟姐妹
- 崔叔重，隋朝虞部侍郎、固安县公
- 崔氏，嫁北齐大司马府参军事、灵武县开国男李公源
- 富平公主，《周书》记载为宇文护养女，《北史》记载为魏恭帝拓跋廓养女
- 崔氏，嫁隋朝温州刺史、乌水县公元俭

### 夫人
- 李丽仪，上柱国、太保公李耀之女[2][3]
- 范阳卢氏，幽州刺史卢正山之女[2]

### 子女
- 崔民焘，长子，李丽仪所生，隋朝东宫亲卫、石城县开国男[3]
- 崔民涤，次子，李丽仪所生，隋朝伯阳县开国男[3]
- 崔令珪，长女，李丽仪所生[3]
- 崔民令，三子[3]

### 孙子
- 崔敦礼[2]
- 崔瑒[2]
- 崔余庆[2]
- 崔承休，崔民令之子[2]
- 崔承福[2]

## 延伸阅读
[在维基数据编辑]
 《隋書·卷60》，出自魏徵《隋书》